# 阿根廷—意大利關係
阿根廷－意大利关系（西班牙语：Relaciones Argentina-Italia, 意大利语：Relazioni bilaterali tra Argentina e Italia）是指阿根廷和意大利之間的雙邊關係。两国于1836年建交。目前两国均为二十國集團、團結謀共識的成员国。
兩國關係友好，並因共同的歷史、宗教上的重疊、共同的語言和法律體系，以及可以追溯到幾百年前的共同祖先而緊密相連。阿根廷约有3,000万人口拥有意大利血统。

## 历史
1816年，阿根廷从西班牙独立，1836年，意大利的撒丁王国与阿根廷建交，在1842年，加里波底曾率领“意大利军团”在乌拉圭内战中反抗乌拉圭前总统马努埃尔·奥里韦的乌拉圭白党和布宜诺斯艾利斯的胡安·马努埃尔·德·罗萨斯元首统治下的阿根廷联邦的军队。
1850年，意大利国王維托里奧·埃馬努埃萊二世任命了第一任驻阿根廷公使，并于1855年与阿根廷签署了《意大利与阿根廷友好通商航海条约》，自1870年至1960年，共有200万意大利人移民至阿根廷。

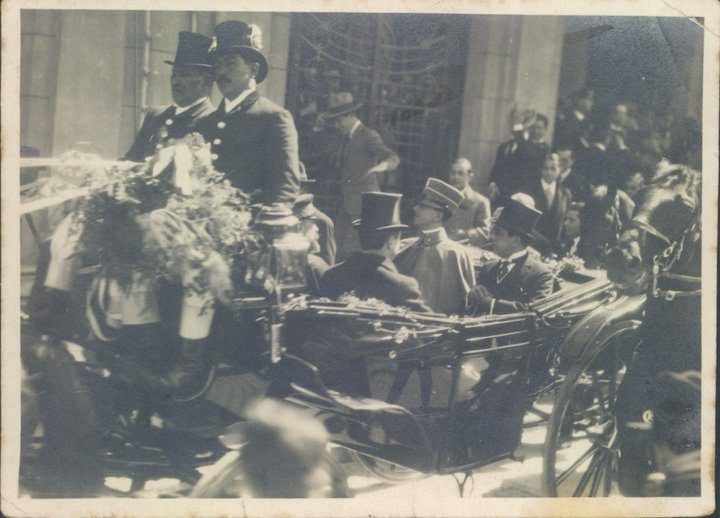
1924年，意大利王子翁贝托访问阿根廷

1924年，意大利和阿根廷之间的外交关系被提升为大使级，同年，意大利王子翁贝托访问阿根廷。
二战期间，阿根廷保持中立，而当时的阿根廷总统庇隆一直是意大利独裁者贝尼托·墨索里尼的崇拜者，直到1944年1月26日英、美等国迫于压力，阿根廷向纳粹德国宣战和日本帝国，而意大利在 1943 年 9 月向盟军投降。后来，阿根廷向饱受战争蹂躏的意大利捐赠了小麦。[4]
1947年，阿根廷总统夫人伊娃·裴隆访问意大利。
1973年，意大利和阿根廷政府签署了承认双重国籍的协定。
在1974年至1983年期间的肮脏战争期间，有八名意大利人在阿根廷失踪， 2007年5月，五名阿根廷海军军官因为杀害其中的三名意大利人而被意大利的法院判处有罪。
福克兰战争期间，意大利支持英国，但在英国与阿根廷交战期间则保持中立。
2001-2002年，阿根廷发生了严重经济危机。意大利规定能证明自己祖父辈以内是本国血统的阿根廷公民可以申请归化为意大利人。

## 高层访问
阿根廷访意
- 总统阿圖羅·弗朗迪西(1960)
- 总统阿圖羅·溫貝托·伊利亞 (1965)
- 总统伊莎貝爾·裴隆 (1974)
- 总统勞爾·阿方辛 (1987)
- 总统卡洛斯·薩烏爾·梅內姆 (1997)
- 总统費爾南多·德拉魯阿 (2001)

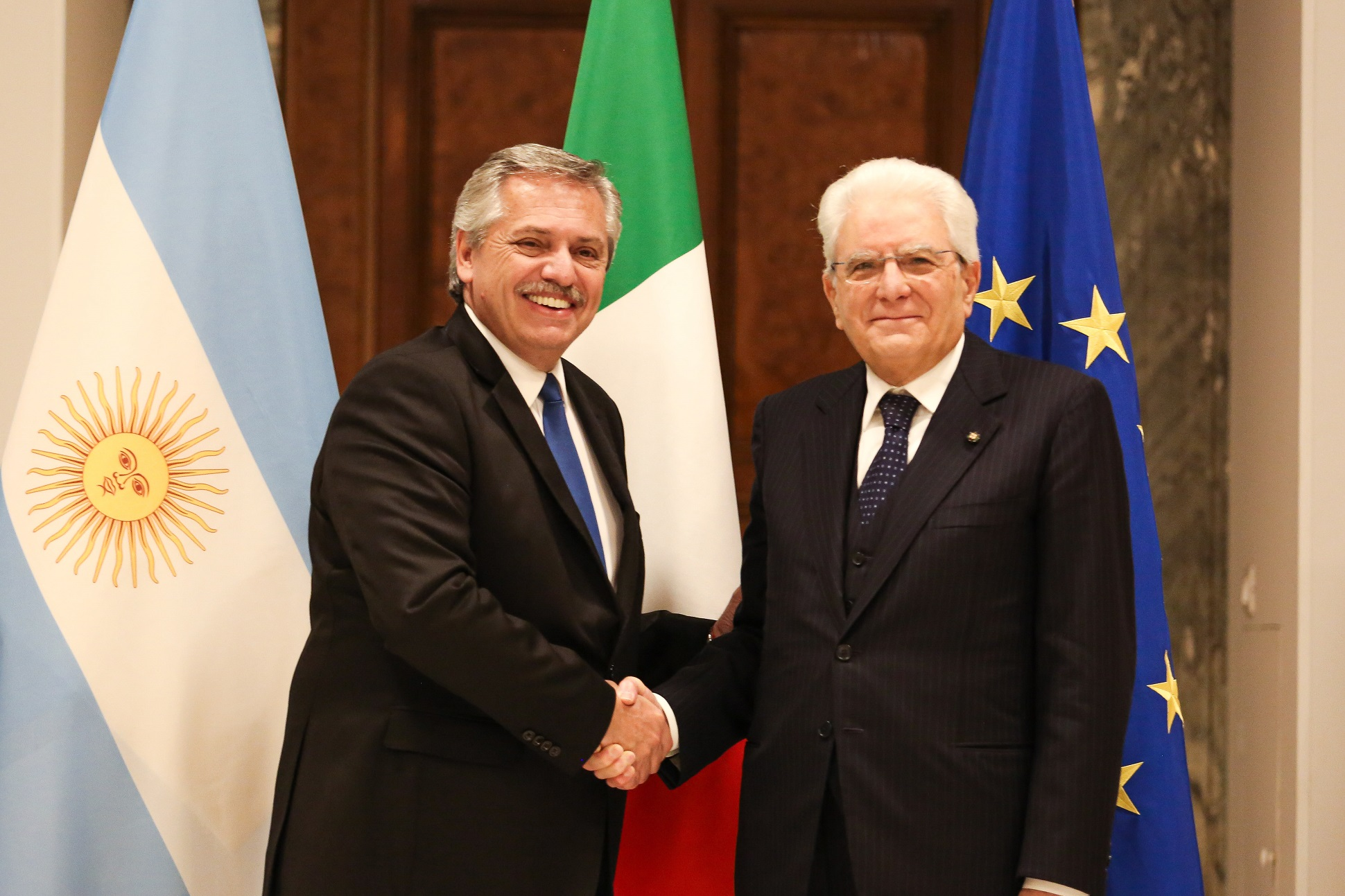
阿根廷总统阿爾韋托·費爾南德斯会见意大利总统塞爾焦·馬塔雷拉

- 总统克里斯蒂娜·费尔南德斯·德·基什内尔 (2009, 2011, 2013, 2014, 2015)
- 总统毛里西奧·馬克里 (2016)
- 总统阿爾韋托·費爾南德斯 (2020)

意大利访阿
- 翁贝托王子 (1924)
- 总统喬瓦尼·格隆基 (1961)
- 总统朱塞佩·薩拉蓋特 (1965)
- 总理貝蒂諾·克拉克西 (1983)
- 总统亞歷山德羅·佩爾蒂尼 (1985)
- 总统奧斯卡·路易吉·斯卡爾法羅 (1995)
- 总统卡洛·阿澤利奧·錢皮 (2001)
- 总理羅馬諾·普羅迪 (2007)
- 总理馬泰奧·倫齊 (2016)
- 总统塞爾焦·馬塔雷拉 (2017)
- 总理朱塞佩·孔特 (2018)

## 外交机构

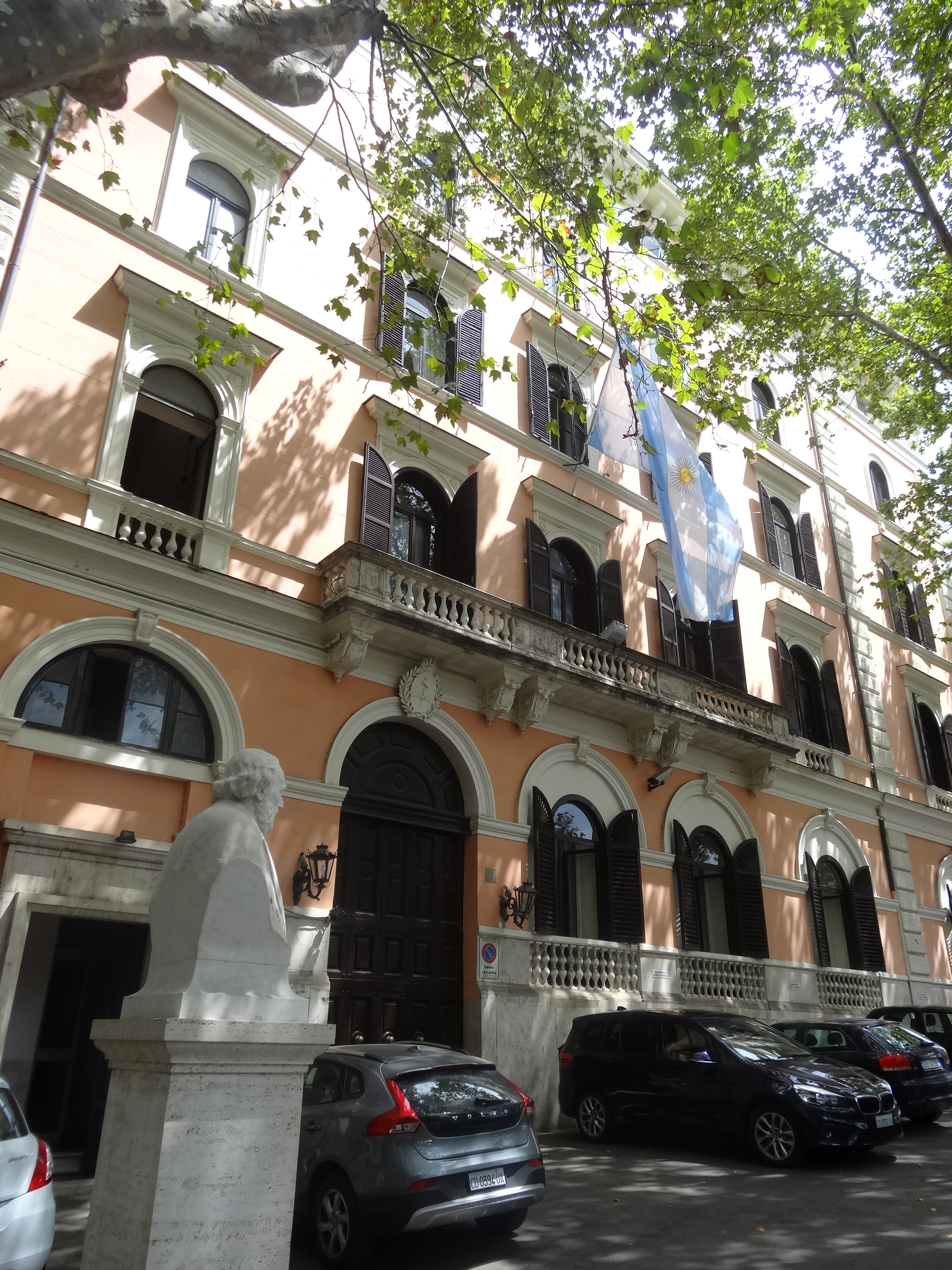
阿根廷驻意大利大使馆
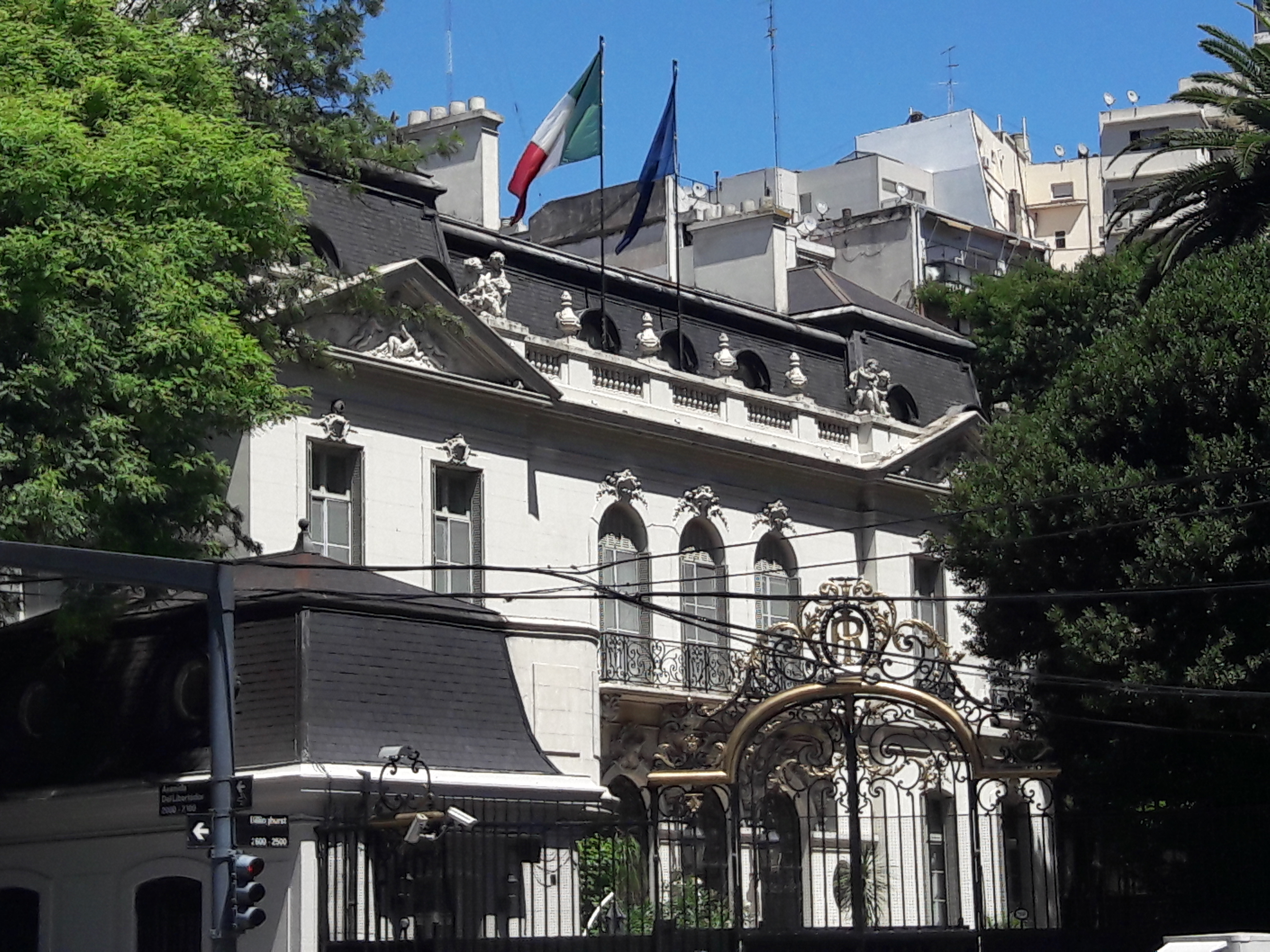
意大利驻阿根廷大使馆
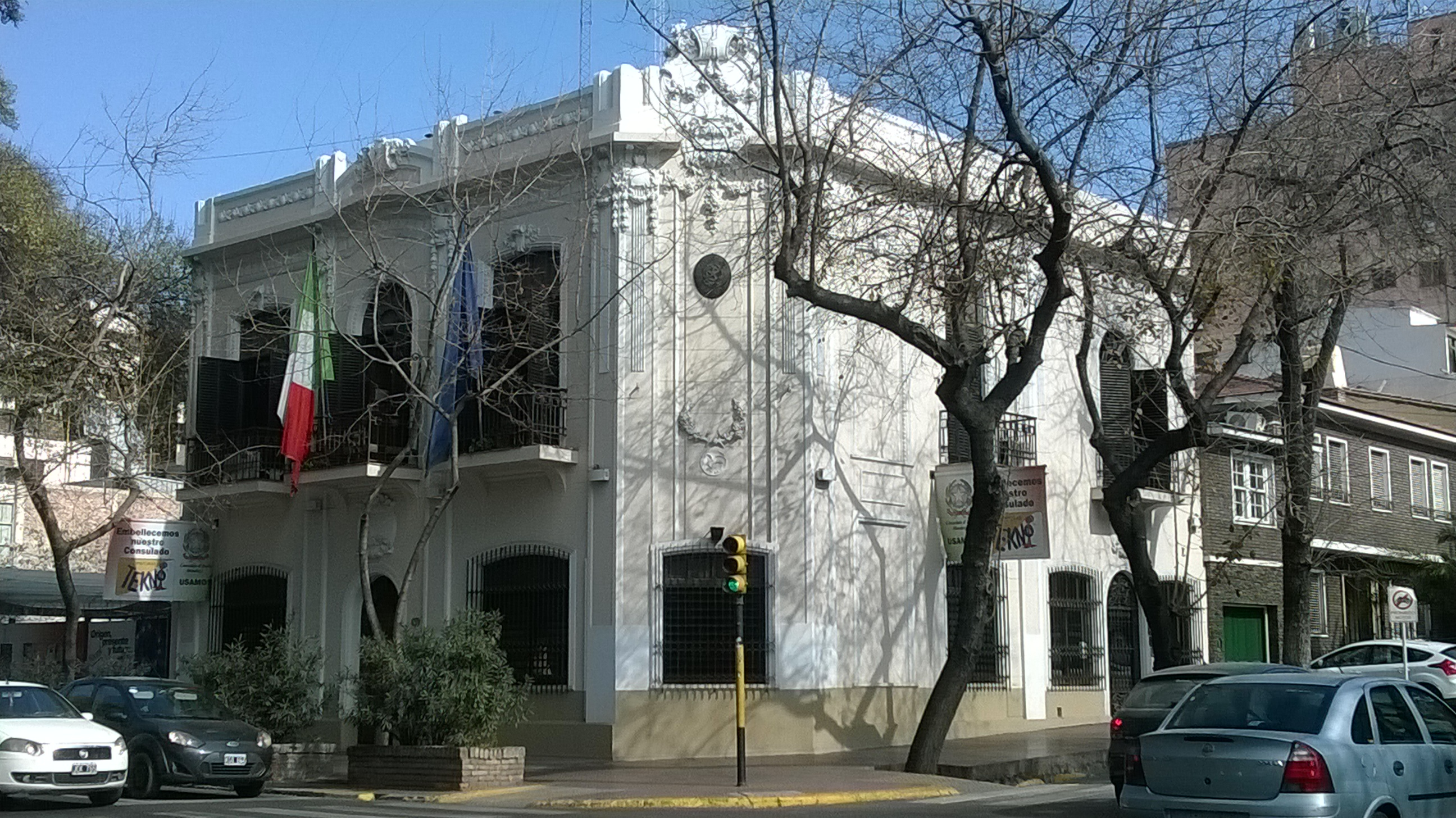
意大利驻门多萨领事馆

- 阿根廷在意大利首都罗马设有大使馆，另在米兰设有领事馆。

- 義大利在阿根廷首都布宜诺斯艾利斯设有大使馆，另在拉普拉塔、布蘭卡港、罗萨里奥、马德普拉塔、门多萨、科尔多瓦设有领事馆。

## 签证

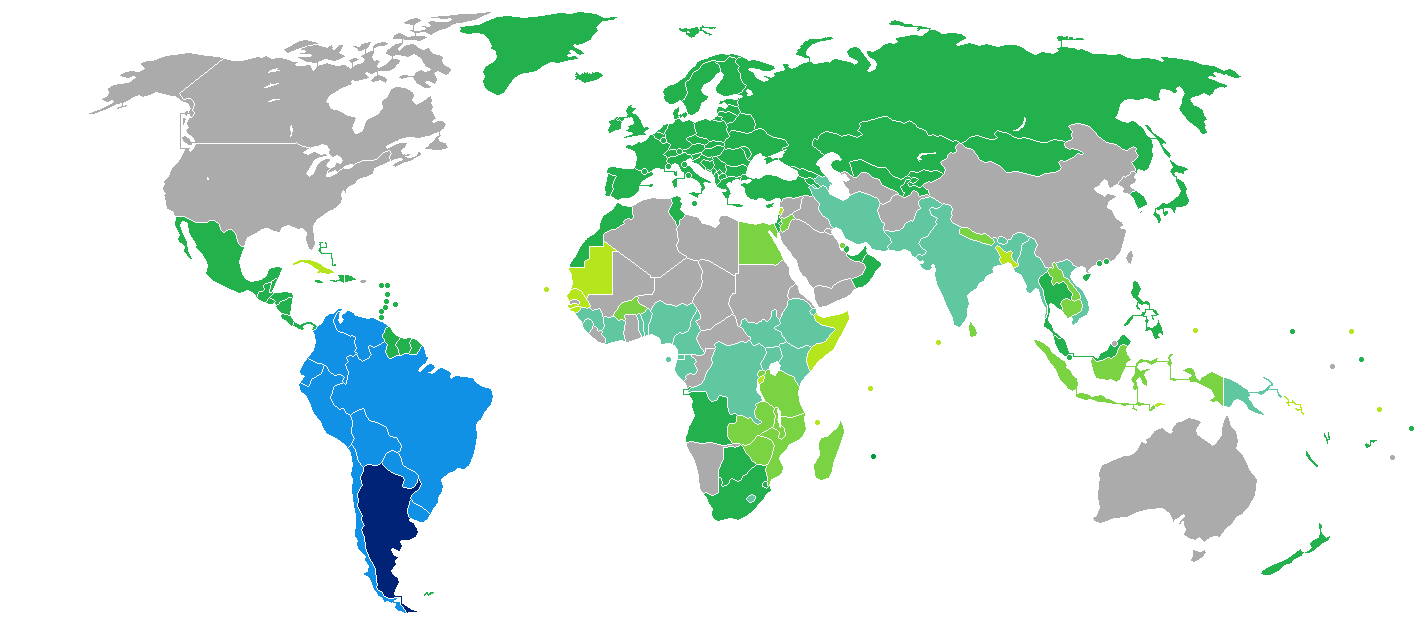
持阿根廷護照的阿根廷公民可以「申根區免簽證」的方式入境義大利。

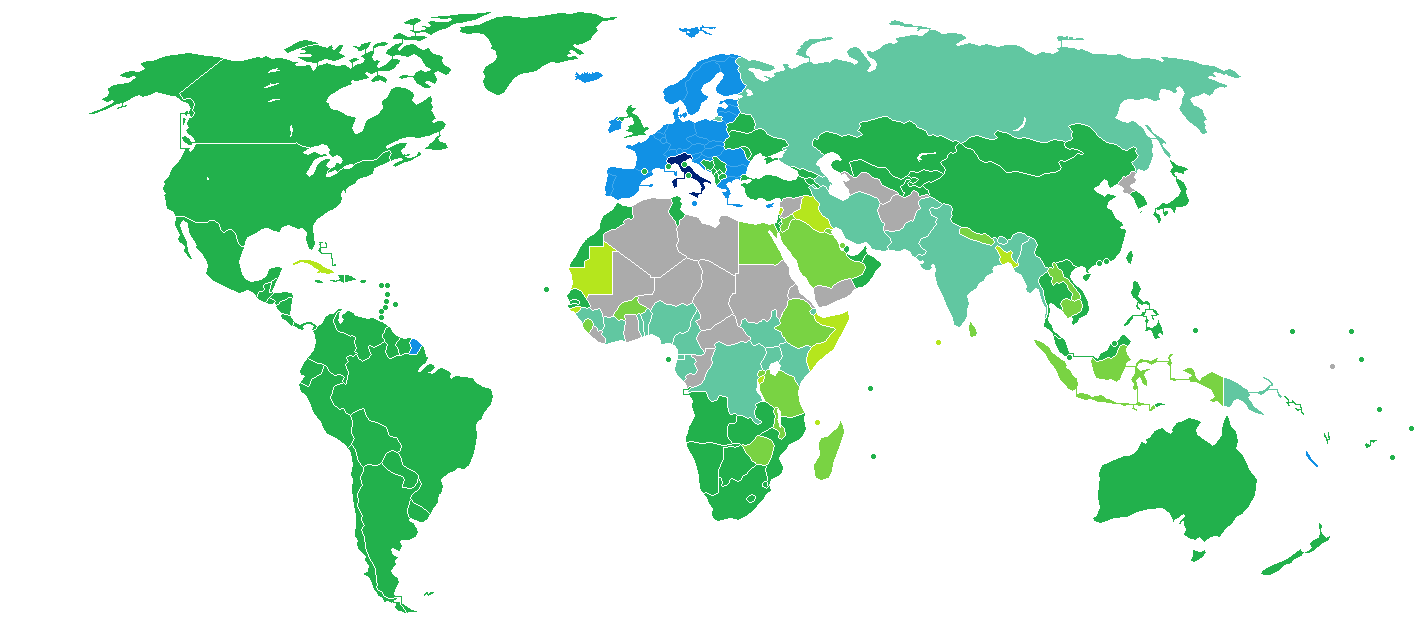
持歐盟的義大利護照之義大利公民可以免簽證的方式入境阿根廷。

歐洲申根區允许持有阿根廷護照的阿根廷公民可以免签证待遇入境意大利，最多可以在180天内停留90天。
持歐盟的義大利護照之義大利公民也可以免簽證的方式入境阿根廷，最多可以停留90天。

## 交通

### 航空
阿根廷航空开通了直达罗马菲烏米奇諾「李安納度·達文西」國際機場的航线；意大利航空也开通了直达布宜诺斯艾利斯埃塞薩皮斯塔里尼部長國際機場的航线。截止至2017年，阿根廷直达罗马的航线，也是阿根廷第8大繁忙的航线，年使用人次为332,000 。

## 文化与宗教交流

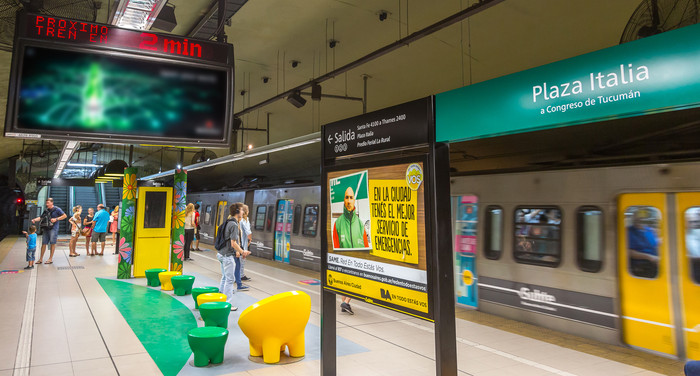
意大利广场站，一个位于布宜诺斯艾利斯的地铁站

阿根廷虽以西班牙语为官方语言，但在阿根廷国内，影响最大的拉普拉塔河方言带有近似于意大利那不勒斯语的口音。在大量的欧洲移民的影响下，形成的阿根廷俚语也加入了意大利语、英语、法语等语言的常用词汇，如在告别时使用“Chau”（等同于意大利语的“Ciao”）。阿根廷仍然有150万人以意大利语为母语，许多年长者也讲意西混合语。

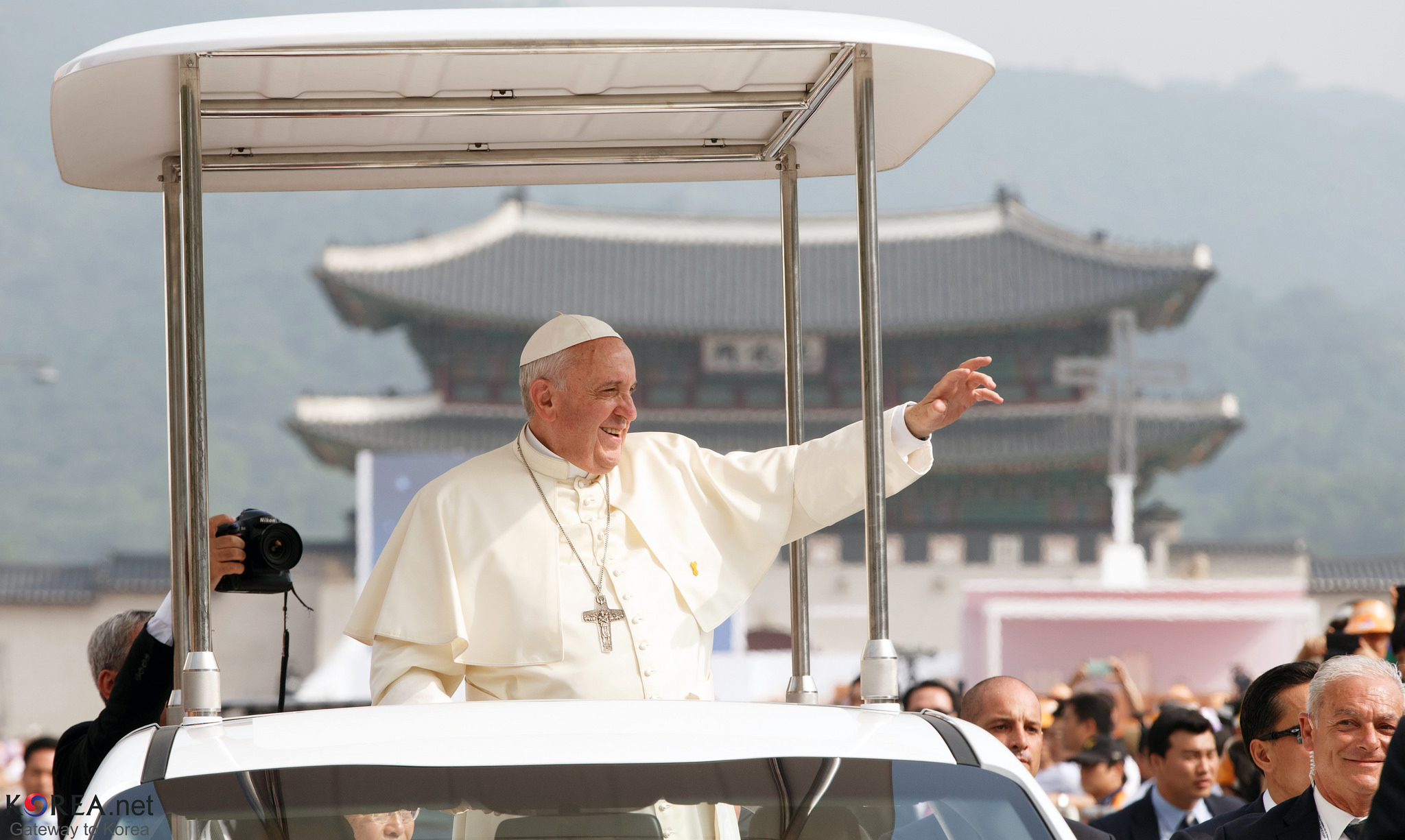
方济各是意裔阿根廷人。

2013年3月13日，阿根廷樞機豪尔赫·马里奥·贝戈利奥被选为教宗，尊号“方济各（Francis）”，他也拥有意大利血统。
豪尔赫·路易斯·博尔赫斯曾经描述道：“阿根廷人是说西班牙语的意大利人，并自以为是住在巴黎的英国人。”